# 2003 en Suisse
Chronologie de la Suisse
- 1999
- 2000
- 2001
- 2002
- 2003
- 2004
- 2005
- 2006
- 2007

2001 par pays en Europe - 2002 par pays en Europe - 2003 par pays en Europe - 2004 par pays en Europe - 2005 par pays en Europe
2001 en Europe - 2002 en Europe - 2003 en Europe - 2004 en Europe - 2005 en Europe 

## Gouvernement au 1erjanvier 2003
- Conseil fédéral[1]:
  - Pascal Couchepin, (PRD/VS), président de la Confédération
  - Joseph Deiss, (PDC/FR), vice-président de la Confédération
  - Samuel Schmid, (UDC/BE)
  - Moritz Leuenberger, (PS/ZH)
  - Micheline Calmy-Rey, (PS/GE)
  - Ruth Metzler-Arnold, (PDC/AI)
  - Kaspar Villiger, (PRD/LU)

## Évènements

### Janvier
Lundi 20 janvier 
- Visite officielle du président kazakh Noursoultan Nazarbaïev.

 Jeudi 23 janvier - Mardi 28 janvier 
- Le 33e World Economic Forum se tient à Davos, réunissant 2 311 participants de 104 pays. Le 26, intervention du nouveau président de la république brésilienne Luis Inacio da Silva.

### Février
Dimanche 9 février 
- Votations fédérales. Le peuple approuve, par 934 005 oui (70,4 %) contre 393 638 non (29,6 %), l’arrêté fédéral relatif à la révision des droits populaires.
- Votations fédérales. Le peuple approuve, par 1 028 673 oui (77,4 %) contre 301 128 non (22,6 %), la loi fédérale sur l'adaptation des participations cantonales aux coûts des traitements hospitaliers dispensés dans le canton selon la loi fédérale sur l'assurance-maladie.

 Samedi 15 février 
- 40 000 personnes manifestent à Berne pour protester contre la Guerre en Irak.

 Mercredi 19 février 
- Commémoration à Paris, du Bicentenaire de l’Acte de médiation, en présence de Christian Poncelet, président du Sénat, et Pascal Couchepin, président de la Confédération.

### Mars
Dimanche 2 mars 
- La 31e coupe de l'America est remportée par le Défi Suisse représenté par le bateau Alinghi contre le bateau néo-zélandais. C'est la première fois depuis 1851 que ce prestigieux trophée revient dans un pays européen.

 Samedi 22 mars 
- Entre 30 000 et 50 000 personnes manifestent à Berne pour protester contre la Guerre en Irak.

 Dimanche 30 mars 
- Élections cantonales à Bâle-Campagne. Les cinq élus au Conseil d’État sont Adrian Ballmer (PRD), Elsbeth Schneider (PDC), Sabine Pegoraro (PRD), Erich Straumann (UDC) et Urs Wütrich (PSS).

### Avril
Dimanche 6 avril 
- Élections cantonales au Tessin. Les cinq élus au Conseil d’État sont Gabriele Gendotti (PRD), Marina Masoni (PRD), Luigi Pedrazzini (PDC), Marco Borradori, (Lega) et Patrizia Pesenti (PSS).
- Élections cantonales à Zurich. Les sept élus au Conseil d’État sont Regine Aeppli (PSS), Markus Notter (PSS), Christian Huber (UDC), Rita Fuhrer (UDC), Verena Diener (Les Verts), Dorothée Fierz (PRD) et Ruedi Jeker (PRD).

 Mardi 8 avril 
- Pour la sixième fois de son histoire, le HC Lugano devient champion de Suisse de hockey-sur-glace.

### Mai
Mercredi 14 mai 
- Visite officielle du président italien Carlo Azeglio Ciampi.

 Vendredi 16 mai 
- Inauguration du troisième tube du tunnel du Baregg sur l'autoroute A1.

 Samedi 17 mai 
- 35 000 motards manifestent à Berne contre le projet du Bureau de prévention des accidents (BPA) de brider leurs engins.

 Dimanche 18 mai 
- Votations fédérales. Le peuple approuve, par 1 718 452 oui (76,0 %) contre 541 577 non (24,0 %), la modification de la loi fédérale sur l'armée et l'administration militaire.
- Votations fédérales. Le peuple approuve, par 1 829 339 oui (80,6 %) contre 441 498 non (19,4 %), la loi fédérale sur la protection de la population et sur la protection civile
- Votations fédérales. Le peuple rejette, par 1 540 401 non (67,3 %) contre 749 388 oui (32,7 %), l'initiative populaire « pour des loyers loyaux ».
- Votations fédérales. Le peuple rejette, par 1 460 794 non (62,4 %) contre 881 953 oui (37,6 %), l'initiative populaire « pour un dimanche sans voitures par saison - un essai limité à quatre ans ».
- Votations fédérales. Le peuple rejette, par 1 682 694 non (72,9 %) contre 625 073 oui (27,1 %), l'initiative populaire « La santé à un prix abordable »
- Votations fédérales. Le peuple rejette, par 1 439 893 non (62,3 %) contre 870 249 oui (37,7 %), l'initiative populaire « Droits égaux pour les personnes handicapées ».
- Votations fédérales. Le peuple rejette, par 1 540 566 non (66,3 %) contre 783 586 oui (33,7 %), l'Initiative populaire « Sortir du nucléaire - Pour un tournant dans le domaine de l'énergie et pour la désaffectation progressive des centrales nucléaires »
- Votations fédérales. Le peuple rejette, par 1 341 673 non (58,4 %) contre 955 624 oui (41,6 %), l'initiative populaire « Moratoire-plus - Pour la prolongation du moratoire dans la construction de centrales nucléaires et la limitation du risque nucléaire ».
- Votations fédérales. Le peuple rejette, par 1 564 325 non (68,4 %) contre 722 931 oui (31,6 %), l'initiative populaire « Pour une offre appropriée en matière de formation professionnelle ».
- Élections cantonales à Lucerne. Les cinq élus au Conseil d’État sont Markus Dürr (PDC), Max Pfister (PRD), Kurt Meyer (PDC), Yvonne Schärli (Parti socialiste) et Anton Schwingruber (PDC).

 Samedi 31 mai 
- Les Grasshoppers s’adjugent, pour la vingt-septième fois de son histoire, le titre de champion de Suisse de football.

### Juin
Dimanche 1er juin 
- Grande manifestation à Genève (ville) et à Annemasse (France) regroupant environ 100 000 personnes contre les politiques des pays du G8 et la mondialisation libérale. Les pays du G8 se rencontraient à Évian du 1er au 3 juin 2003.

 Mardi 10 juin 
- Visite officielle du président d'Afrique du Sud Thabo Mbeki.

 Dimanche 15 juin 
- Mise en service d’un nouveau tunnel ferroviaire CFF, long de 9,4 kilomètres, entre Zurich et Thalwil.

 Dimanche 22 juin 
- Dernier numéro de l’hebdomadaire "Dimanche.ch", paru pour la première fois le 28 novembre 1999.

 Mercredi 25 juin 
- Le Kazakh Alexandre Vinokourov remporte le Tour de Suisse cycliste.

 Vendredi 27 juin 
- Visite officielle du président afghan Hamid Karzai.

 Dimanche 29 juin 
- Élections complémentaire à Soleure. Roberto Zanetti (PSS) est élu pour occuper le siège laissé vacant après le retrait de Thomas Wallner (PDC).

 Lundi 30 juin 
- Inauguration d’une troisième voie CFF entre Genève et Coppet, sur une distance de huit kilomètres.

### Juillet
Mardi 1er juillet 
- Le groupe de confection vaudois Veillon et la maison lucernoise de vente par correspondance Ackermann annoncent leur fusion pour le 1er janvier 2004.

 Samedi 5 juillet 
- 10 000 personnes manifestent à Zurich contre les atterrissages prévus par le sud prévus à l'aéroport de Zurich-Kloten.

 Samedi 19 juillet 
- Décès de l’ancien conseiller fédéral Pierre Graber.

### Septembre
Jeudi 4 septembre 
- Décès à Grimisuat (VS), à l’âge de 82 ans, du violoniste Tibor Varga.

 Vendredi 19 septembre 
- Visite officielle de Gerhard Schröder, chef du gouvernement de la République fédérale d’Allemagne.

 Samedi 20 septembre 
- Plus de 20 000 personnes répondent à l’appel des syndicats pour la  manifestation nationale Touche pas à mon AVS.

 Dimanche 28 septembre 
- Une panne de liaison électrique de l'Italie avec la Suisse et avec la France provoque une importante panne de courant en Italie. La quasi-totalité du pays, à l'exception de la Sardaigne, est privée d'électricité pendant une bonne partie de la journée. Cette défaillance a fait chuter tout le réseau, tel un château de cartes. L'Italie est importatrice nette d'électricité à raison de 25 % de sa consommation.

### Octobre
Dimanche 19 octobre 
- L'UDC, parti de la droite populiste, est arrivé en tête des élections fédérales avec 27,7 % des suffrages, et obtient 55 sièges (+11) sur 200. Elle est aujourd'hui le premier parti politique en Suisse et son leader Christoph Blocher brigue un deuxième poste au conseil fédéral au détriment du PDC.
  - L'UDC avait obtenu 11 % en 1991 et 22 % en 1999.
  - Autres partis : PSS 52 sièges (+1), PRD 36 sièges (-6), PDC 28 sièges (-7), Verts 13 sièges (+4), Libéraux 4 sièges (+2), PEV 3 sièges, autres 9 sièges.

### Novembre
- 16 juin : Inauguration à Genève de DRM, Digital Radio Mondiale, standard non-propriétaire de radiodiffusion numérique mondial pour les ondes courtes, moyennes et longues.

 Jeudi 27 novembre 
- 10 000 employés du canton de Vaud manifestent à Lausanne contre les restrictions budgétaires et salariales prévues pour 2004.

### Décembre
Lundi 1er décembre 
- Lancement officiel de l'Initiative de Genève, un plan de paix alternatif, élaboré par l'Israélien Yossi Beilin et le Palestinien Yasser Abd Rabbo pour donner des clefs pour la résolution du conflit israélo-palestinien. Cette action est soutenue par le secrétaire d'État américain Colin Powell.

 Mercredi 10 décembre 
- L'Assemblée fédérale élit en tant que conseillers fédéraux, le président de l'UDC (Droite nationale), Christoph Blocher et le PRD Hans-Rudolf Merz. Ils succéderont à Ruth Metzler-Arnold (PDC) et à Kaspar Villiger (PRD).

 Samedi 13 décembre 
- 12 000 personnes manifestent à Berne contre le coup d'État défavorable aux femmes, à la suite des élections au Conseil fédéral du 10 décembre, qui ont évincé Ruth Metzler-Arnold et n’ont pas retenu la candidature de Christine Beerli.
- Inauguration à Genève d'un nouveau tronçon de tram entre la gare Cornavin et la Place des Nations.

 Lundi 15 décembre 
- Visite officielle du président roumain Ion Iliescu.